# Spartyunaja
Spartyunaja (biał. Спартыўная; ros. Спортивная, Sportiwnaja) – stacja mińskiego metra położona na linii Autazawodskiej.
Otwarta została w dniu 11 lipca 2005 roku.